# 大石普人
大石 普人（おおいしひろと、1979年6月30日 - ）は、日本の漫画家。大阪府門真市出身。

## 略歴
- 大阪総合デザイン専門学校卒業。
- 2000年、アフタヌーン四季賞春のコンテストにおいて「HAPPY END」が審査員特別賞を受賞。
- 2002年、第12回ヤングジャンプ月例MANGAグランプリにおいて「たとえばもみじ」（HIROTO名義）が月間ベスト賞と準入選を受賞。同年、同作が『ヤングジャンプ増刊漫革』vol.29に掲載される。
- 2003年、『週刊ヤングサンデー』24号より「日本フーリガン」が連載開始。

## 作品リスト

### 漫画作品

#### 連載
- 日本フーリガン（『週刊ヤングサンデー』2003年24号 - 2003年48号）
- キングスウヰーツ（原案・取材：浅妻千映子、『週刊ヤングサンデー』2004年36・37合併号 - 2005年43号）
- キャプテンどんかべ（『週刊ヤングサンデー』2006年17号 - 2006年49号）
- 包帯クラブ（原作：天童荒太、『週刊ヤングサンデー』2007年32号 - 2007年41号） - オオイシヒロト名義。
- ぼくたちと駐在さんの700日戦争（原作：ママチャリ、『週刊ヤングサンデー 携帯配信』2008年17号・18号） - オオイシヒロト名義。
- スナーク狩り（原案：宮部みゆき、『週刊コミックバンチ』2008年18号 - 2008年52号） - オオイシヒロト名義。
- 恋と罰（原作：松居大悟、『Ohta Web Comic』2016年10月26日 - 2017年3月31日） - オオイシヒロト名義[1]。
- 美しい犬（原作：ハジメ、『別冊少年チャンピオン』2017年1月号 - 2017年9月号） - オオイシヒロト名義。
- ナリカワリ（原作：長田トヒキ、『マガジンポケット』2018年2月 - 2019年8月11日） - オオイシヒロト名義。
- ストーカー浄化団（原作：オオガヒロミチ、『イブニング』2018年15号 - 2020年14号） - オオイシヒロト名義。
- 高校事変（原作：松岡圭祐、『ヤングエース』2020年2月号[2] - 2023年1月号[3]） - オオイシヒロト名義。
- 全裸稼業（原作：尾藤麻論、『漫画ゴラクスペシャル』2020年6月25日号増刊 - 17号） - オオイシヒロト名義。
- 異世界AV〜魔王様はエッチなビデオに興味津々なご様子です！〜（原作：尾藤麻論、『漫画ゴラクスペシャル』18号[4] - 37号[5]） - オオイシヒロト名義[6]。
- カルトオンデマンド〜潜入捜査官と8人の女優たち〜（原作：殺野高菜、『コミックDAYS』2023年4月26日 - 2024年12月4日） - オオイシヒロト名義。

#### 読み切り
- たとえばもみじ（『ヤングジャンプ増刊漫革』2002年vol.29）
- FATHER ROCK（『ヤングサンデー増刊』2004年2月15日号）
- BROTHER PUNK（『週刊ヤングサンデー』2004年11号・12号）
- 美しき人間の日々（『週刊コミックバンチ』2005年12月9日号）
- オウンゴール（『ヤングサンデー増刊』2006年2月12日号）
- 通天閣 ブレーンバスター（『ヤングサンデー増刊』2007年2月11日号）
- 夕張チャリティー物語（『週刊ヤングサンデー』2007年13号）
- 包帯クラブ SPECIAL CASE.（『ヤングサンデー増刊』2007年9月16日号） - オオイシヒロト名義。
- 黒猫のプレゼント（『ヤングサンデー増刊』2008年2月10日号） - オオイシヒロト名義。

### 書籍
- 『日本フーリガン』、小学館〈ヤングサンデーコミックス〉2003年、全2巻
- 『キングスウヰーツ』、原案・取材：浅妻千映子、小学館〈ヤングサンデーコミックス〉2005年、全5巻
- 『キャプテンどんかべ』、小学館〈ヤングサンデーコミックス〉2006年 - 2007年、全3巻
- 『包帯クラブ』、原作：天童荒太、小学館〈ヤングサンデーコミックススペシャル〉2007年、全2巻、オオイシヒロト名義
- 『ぼくたちと駐在さんの700日戦争』、原作：ママチャリ、小学館〈ヤングサンデーコミックス〉2008年、全1巻、オオイシヒロト名義
- 『スナーク狩り』、原案：宮部みゆき、新潮社〈BUNCH COMICS〉2008年 - 2009年、全3巻、オオイシヒロト名義
- 『奴隷区 僕と23人の奴隷』、原作：岡田伸一、双葉社〈アクションコミックス〉2012年 - 2016年、全10巻、オオイシヒロト名義、電子コミック描きおろし
- 『恋と罰』、原作：松居大悟、太田出版、2017年、全2巻、オオイシヒロト名義[7]
- 『大奴隷区 君と1億3千万の奴隷』、原作：岡田伸一、双葉社〈アクションコミックス〉2017年 - 2019年、全4巻、オオイシヒロト名義、電子コミック描きおろし
- 『美しい犬』、原作：ハジメ、秋田書店〈少年チャンピオン・コミックス・エクストラ〉2017年、全2巻、オオイシヒロト名義
- 『ナリカワリ』、原作：長田トヒキ、講談社〈KCデラックス〉2018年 - 2019年、全6巻、オオイシヒロト名義
- 『ストーカー浄化団』、原作：オオガヒロミチ、講談社〈イブニングコミックス〉2019年 - 2021年、全7巻、オオイシヒロト名義
- 『高校事変』、原作：松岡圭祐、KADOKAWA〈角川コミックス・エース〉2020年 - 2023年、全5巻、オオイシヒロト名義
- 『全裸稼業』、原作：尾藤麻論、日本文芸社〈ニチブンコミックス〉2020年 - 2022年、全3巻、オオイシヒロト名義
- 『異世界AV〜魔王様はエッチなビデオに興味津々なご様子です！〜』、原作：尾藤麻論、日本文芸社〈ニチブンコミックス〉2022年 - 2023年、全4巻、オオイシヒロト名義[8]
- 『カルトオンデマンド〜潜入捜査官と8人の女優たち〜』、原作：殺野高菜、講談社〈モーニングKC〉2023年 - 2025年、全5巻、オオイシヒロト名義

### その他
- タイムメール（小説：鯨統一郎、『ゲッサン』2009年6月号 - 、小学館）イラスト、オオイシヒロト名義

## 師匠
- 柿崎正澄